# Lagoa Rasa (Serra Devassa)
Lagoa Rasa (portugiesisch ‚seichter See‘) ist ein See in Portugal auf der Azoren-Insel São Miguel im Kreis Ponta Delgada.   Der mesotrophe See liegt in der Serra Devassa auf etwa 780 m Höhe über dem Meeresspiegel und ist zirka 3 ha groß. Ein Teil seines Wassers wird seit Oktober 2005 als Brauchwasser für landwirtschaftliche Betriebe des Umkreises entnommen.
Nur drei Kilometer entfernt gibt es im Krater von Sete Cidades einen weiteren See, der auch Lagoa Rasa heißt.